# El Carril

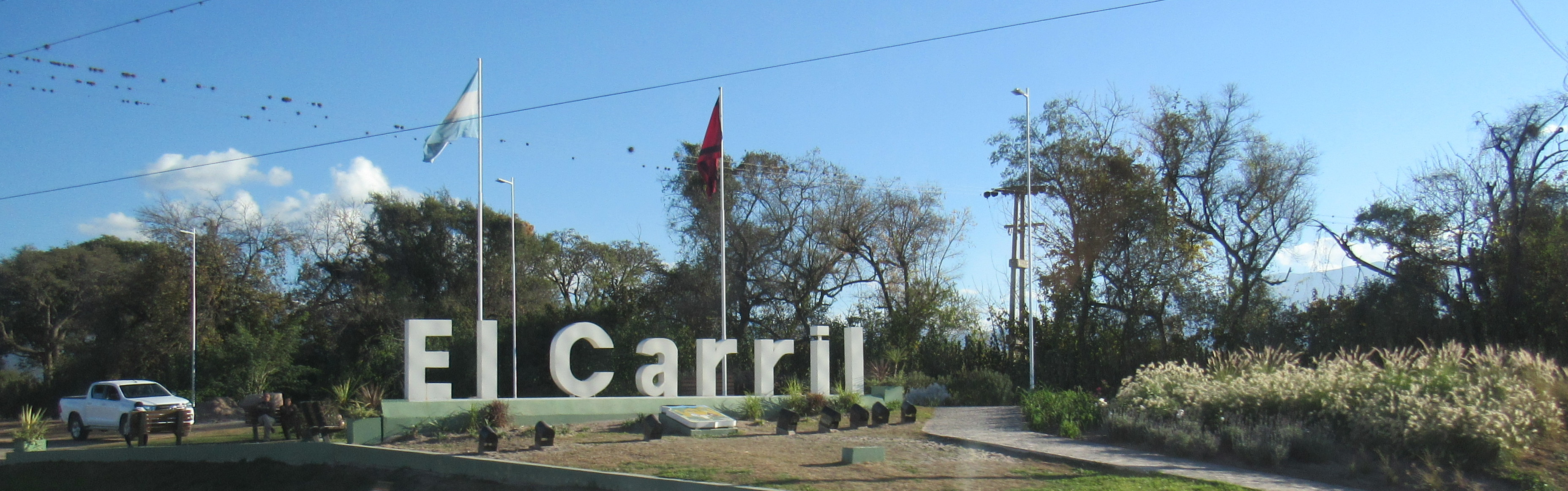
Entrada ao município.

El Carril é um município da província de Salta, departamento de Chicoana, na Argentina.